# خاچیک ملیکستیان
خاچیک همایاکی ملیکستیان (ارمنی: Խաչիկ Հմայակի Մելիքսեթյան؛ زادهٔ ۲۵ دسامبر ۱۹۲۰ - درگذشته ۱۳ ژانویهٔ ۱۹۷۴) یک نجار، و فرد نظامی اهل ارمنستان بود 

## زندگی‌نامه
در ۲۵ دسامبر ۱۹۲۰ در نوراشن به دنیا آمد . وی همچنین برنده نشان جنگ میهنی درجه دو، نشان لنین، مدال دفاع از استالینگراد، مدال شجاعت (روسیه)، مدال به مناسبت یکصدمین سالگرد تولد ولادیمیر ایلیچ لنین و مدال به خاطر پیروزی مقابل آلمان در جنگ بزرگ میهنی (۱۹۴۵–۱۹۴۱) شده است. وی در ۱۳ ژانویهٔ ۱۹۷۴ در سن ۵۳ سالگی در ایروان درگذشت .

## یادداشت
1. ↑  138th Guards Artillery Regiment